# Аймерген, Сефер
Сефер Аймерген (тур. Sefer Aymergen; настоящее имя — Магомед Шасаев; 1916, Кума, Казикумухский округ, Дагестанская область, Российская империя — 14 февраля 2020, Стамбул, Турция) — турецкий поэт, переводчик, мемуарист дагестанского происхождения.

## Биография
Родился в селе Кума нынешнего Лакского района Дагестана в 1916 году. По национальности лакец. Настоящее имя — Магомед Шасаев. Два года работал наборщиком в газете «Дагестанская правда» в Махачкале, позже, работая рабочим, окончил Художественное училище.
Был главой комсомольской организации на заводе, где работал. В 1937–1938 годах был в  сопровождении комсомольских отрядов из Дагестана до Байкала и города Якутск. Был призван в армию в 1941 году во время Великой Отечественной войны и дважды ранен. Попал в плен к немецкой армии в Калмыцкой степи в 1943 году. Полтора года он провёл в лагерях для военнопленных в разных частях Германии. По окончании войны соединился с красной армией, чтобы добраться домой. Однако не стал возвращаться на родину после войны, так как советские военнопленные обвинялись сталинской властью в «измене Родине».  
Приехал в Турцию в 1948 году с группой из 130 человек и работал жестянщиком и строителем в Ялове. Поселился в Стамбуле и работал сварщиком в водном управлении. Позже работал русским переводчиком на стекольном заводе Чайова и вышел оттуда на пенсию. 
Аймерген, побывавший на родине после Гласности и участвовавший в Первом Международном конгрессе соотечественников Дагестана в 1992 году, скончался 14 февраля 2020 года в Стамбуле.

## Творчество
Его стихи выпускались в журнале «Стекло» (тур. «Cam») и других изданиях, а его статьи и переводы о родине печатались в журнале «Северный Кавказ» (тур. «Kuzey Kafkasya», Стамбул). Сефер переводил с русского на турецкий произведения на кавказскую и дагестанскую тематику. 
Его романы-воспоминания: 
- «Последний мост» (тур. «Son köprü»; Стамбул, 1992)
- «Узники Тайги» (тур. «Tayga Mahkumları»; Стамбул, 1995)
- «Туманный залив» (тур. «Sisli Körfez»; Стамбул, 1997)